# Kikiki huna
Kikiki huna — вид перетинчастокрилих комах родини мимарід (Mymaridae). Найменша в світі літаюча комаха (станом на 2019 рік).

## Етимологія
Назва Kikiki huna складається з гавайського словосполучення, що перекладається як «крихітний шматочок».

## Поширення
Вид знайдений на Гавайських островах, у Коста-Риці і на Тринідаді.

## Опис
Комаха завдовжки до 158-235 мкм. У самиць вусика 4-членисті з 2-членистою булавою. Лапки 3-членисті.

## Спосіб життя
Ймовірно, є паразитоїдом комах, тобто її личинки розвиваються у яйцях інших комах.